# Karen Glæsel
Karen Glæsel, född 1890, död 1978, var en dansk kvinnosakspolitiker.
Hon var medlem i De danske Armeniervenner, där hon satt i styrelsen 1919-1935. Hon vidarebefordrade böneskriften för armenierna från Danske Kvinders Nationalråd (DKN) till USA på fredskonferensen i Paris 1919. 
Hon var styrelsemedlem i Danske Kvinders Nationalråd 1918-1946. Hon var DKNs delegat till International Council of Women (ICW) 1920; hon blev medlem i ICWs finanskommitté 1925, ordförande i ICWs finanskommitté 1933, och ICWs kassör samt medlem av dess styrelse 1934-1947. Hon flyttade 1937 ICWs säte från Paris till Bryssel. 